# Haua Fteah
Haua Fteah (ook: Hawa Ftaih, Berbers "Grote Grot") is een archeologische en paleoantropologische vindplaats niet ver van de Middellandse Zeekust van Libië, ten oosten van de Golf van Sidra. Begin jaren vijftig werden op de vloer van de ruime, halfronde abri stenen werktuigen en de overblijfselen van twee individuen van het geslacht Homo geborgen, die nu door de meeste geleerden worden toegeschreven aan de vroege anatomisch moderne mens (Homo sapiens). Sinds 2020 staat de site op de door Libië voorgestelde lijst van culturele bezittingen die erkenning zoeken als UNESCO-werelderfgoed.

## Beschrijving en datering
De grot ligt op de noordelijke helling van de Gebel el-Akhdar (“Groene Berg”) in Cyrenaica, ongeveer een kilometer verwijderd van de huidige kuststrook van de Middellandse Zee. Ze ontstond als gevolg van het eroderen van kalksteen in een tijd dat de zeespiegel de huidige grot bereikte. De opening van de grot is ongeveer 50 meter breed en tot 20 meter hoog, de binnenkant van de grot heeft een diameter van ongeveer 70 meter. 
De grot werd voor het eerst wetenschappelijk onderzocht in 1948 tijdens geologisch onderzoek door de Amerikaanse archeoloog Charles McBurney. In 1951, 1952 en 1955 leidde hij drie opgravingscampagnes, waarbij hij sedimenten van 14 meter diep blootlegde. In 2007 en 2008 vonden verdere opgravingen plaats onder leiding van Graeme Barker van de Universiteit van Cambridge. Diens team gebruikte moderne methoden om de door McBurney beschreven lagen te dateren. Volgens een in 2014 gepubliceerde studie zijn de oudste lagen ongeveer 80.000 jaar oud. Het meest recente bewijs van gebruik in de neolithische periode is uit ongeveer 6000 BP, een tijdperk waarin woestijnen zich in de regio verspreidden. 
Vanwege de lange, herhaaldelijk onderbroken periode van menselijk gebruik en de daarmee samenhangende mogelijkheid om de veranderingen in stenen werktuigen gedurende tienduizenden jaren te volgen, wordt de grot beschouwd als een van de belangrijkste archeologische vindplaatsen in Noord-Afrika. 

## Fossielen
Tijdens de opgravingen in 1952 en 1955 werden de menselijke fossielen Haua Fteah I en Haua Fteah II uit dezelfde periode ontdekt. In 2014 werden ze gedateerd op ongeveer 73.000 tot 65.000 BP. 
Van het Haua Fteah I-fossiel was de linker onderkaak bewaard vanaf de achterste mandibulaire ramus (ramus mandibulae) tot de kiezen M3 en M2 en de premolaar P4. Uit de structuur van de tanden werd afgeleid dat deze waarschijnlijk toebehoorden aan een jonge vrouw tussen de 18 en 25 jaar oud. 
Van het eveneens vrouwelijke fossiel Haua Fteah II was ook de linker onderkaak, inclusief delen van de onderkaaktak en de tandkas van kies M2, bewaard. Uit een röntgenfoto bleek dat de achterste kies M3 verborgen zat in het bot. Er werd geconcludeerd dat de vondst waarschijnlijk afkomstig was van een 12 tot 14-jarige adolescent. 
Beide fossielen worden bewaard in het Universitair Museum voor Antropologie en Archeologie in Cambridge.
Enkele duizenden geïdentificeerde dierlijke fossielen uit de grot gaven niet alleen informatie over de dierenwereld tijdens de tijdperken van menselijke nederzettingen, maar maakten ook conclusies over het klimaat dat heerste tijdens de individuele nederzettingstijdperken mogelijk. Geperforeerde schelpen van landslakken werden geïnterpreteerd als bewijs dat de bewoners in verschillende tijdperken slakken consumeerden. 
- Library of Congress Control Number: sh2009004957
- Nationale Bibliotheek van Israël: 987007538325905171